# هيرمان ميريت
هيرمان ميريت (بالإنجليزية: Herm Merritt)‏ هو لاعب كرة قاعدة أمريكي، ولد في 12 نوفمبر 1900 في إنديبيندنس في الولايات المتحدة، وتوفي في 26 مايو 1927 في كانساس سيتي في الولايات المتحدة.